# Lermoos
Lermoos est une commune autrichienne du district de Reutte dans le Tyrol. Elle fait partie de la région touristique « Tiroler Zugspitz Arena ».

## Géographie

### Communes voisines
Berwang, Biberwier, Bichlbach, Ehrwald, Garmisch-Partenkirchen, Heiterwang, Nassereith, Reutte, Lähn/Wengle